# Benedetto Lomellini
Benedetto Lomellini (ur. w 1517 w Genui, zm. 24 lipca 1579 w Rzymie) – włoski kardynał.

## Życiorys
Urodził się w 1517 roku w Genui, jako syn Davida Lomelliniego i Bianci Centurione. Po uzyskaniu doktoratu z prawa, otworzył praktykę prawniczą w Rzymie i został referendarzem Najwyższego Trybuanłu Sygnatury Apostolskiej i klerykiem Kamery Apostolskiej. 12 marca 1565 roku został kreowany kardynałem diakonem i otrzymał diakonię Santa Maria in Aquiro. 6 lipca został wybrany biskupem Ventimiglii. 7 września został przeniesiony do diecezji Luni i podniesiony do rangi kardynała prezbitera oraz otrzymał kościół tytularny Santa Sabina. 21 listopada przyjął sakrę. W 1571 roku został legatem w Kampanii, a rok później przeniesiono go do diecezji Anagni. Zmarł 24 lipca 1579 roku w Rzymie.